# Argyrophorodes suttoni
Argyrophorodes suttoni là một loài bướm đêm trong họ Crambidae.